# Christo Grosew

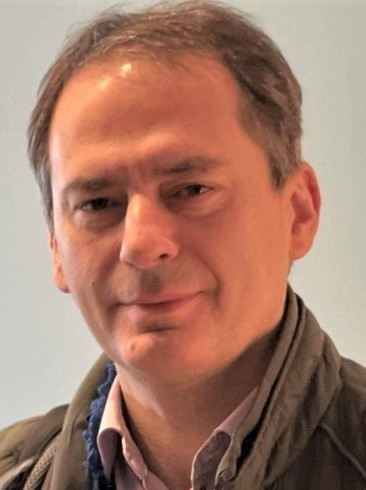
Christo Grosew (2021)

Christo Grosew (englische Transkription Christo Grozev; bulgarisch Христо Грозев; * 20. Mai 1969 in Plowdiw) ist ein bulgarischer Unternehmer und Investigativjournalist. Er ist seit 2023 Leiter Recherche von The Insider und arbeitet für den Spiegel, zuvor war er bei Bellingcat. Er ist Träger des Europäischen Pressepreises (European Press Prize) in der Kategorie Investigativer Journalismus für das Jahr 2019.

## Werdegang
Grosew wurde in Bulgarien geboren. Er studierte an der Amerikanischen Universität Bulgarien und an der IMADEC in Wien mit Abschlüssen in Kommunikationswissenschaft, internationalem Recht und Wirtschaft. Schon zuvor hatte er seine journalistische Arbeit während seiner Studentenzeit als Radioreporter in seiner damals noch sozialistischen Heimatstadt Plowdiw begonnen, wo er nach dem Ende des Ostblocks auch den ersten privaten Radiosender in Bulgarien, der sich von Werbeeinnahmen finanzierte, eröffnete.
Im Jahr 1994 wurde er von Metromedia engagiert zur Betreuung derer Tätigkeiten im ehemaligen Ostblock. Er gründete u. a. Radiostationen in Sotschi, Sankt Petersburg, den baltischen Staaten oder Ungarn. Im Jahr 2000 wurde Grosew Präsident von Metromedia International, er stand damit mindestens 26 Radiosendern in 9 Ländern vor. Ab 2006 musste er alle seine Medienprojekte in Russland verkaufen und war hauptsächlich in den Niederlanden und Bulgarien tätig, 2007 gründete er als Partner ‚Altelys Investments‘ und nahm später in den Niederlanden Einsitz im Aufsichtsgremium der Talpa Radio Holding. Grosew spricht fließend Englisch, Russisch, Estnisch und Niederländisch.
Im Jahr 2015 begann Grosew mit Bellingcat zusammenzuarbeiten, einem OSINT-Projekt, das vom Briten Eliot Higgins gegründet wurde. Grosew war an den Recherchen beteiligt, durch welche zwei für den MH17-Abschuss 2014 verurteilte Offiziere identifiziert worden waren.
Bei Bellingcat leitete Grosew ab 2017 das Team, das in Zusammenarbeit mit The Insider und Der Spiegel zu russischen Geheimdienstoperationen recherchiert. Besondere Bekanntheit erlangten die Recherchen zu den Agenten, die die Giftanschläge auf Sergei Skripal und Alexei Nawalny verübten bzw. daran beteiligt waren. 
Am 24. Februar 2022 begannen russische Streitkräfte auf Befehl von Putin eine großangelegte Invasion der Ukraine. 
Grosew und seinem Team gelang es im Oktober 2022, die russische Militäreinheit zu lokalisieren, die die Raketen programmiert, die auf zivile Ziele in der Ukraine abgeschossen werden. Sie identifizierten russische Kriegsverbrecher auch namentlich. Er war bis Februar 2023 der leitende Russland-Rechercheur bei Bellingcat. Er ist Mitglied von Bellingcat Productions, das die Bellingcat-Recherchen in eine Reihe von neuen Medienprodukten umsetzt. Seit 2023 ist Grosew Leiter Recherche von The Insider und seit März 2023 schreibt er auch für den Spiegel.
Im Dezember 2022 wurde Grosew auf die Fahndungsliste des russischen Innenministeriums gesetzt. Laut russischen Angaben hatte Grosew in Zusammenarbeit mit dem ukrainischen Geheimdienst SBU die Entführung russischer Kampfflugzeuge zu organisieren versucht. Journalistenverbände kritisierten dies, so erklärte die Internationale Journalisten-Föderation (IPI), Grosew wurde auf die Fahndungsliste gesetzt, „weil er Moskau mit seinen Ermittlungen verärgert hatte. Journalisten müssen ihre Arbeit frei ausüben dürfen“. Das Internationale Presse-Institut (IPI) kritisierte Russland für den „missbräuchlichen Einsatz von ‚Fake News‘-Gesetzen“ Die Organisation forderte Bulgarien und die EU-Mitgliedsstaaten auf, „eine entschlossene Haltung beim Schutz von Grosew“ einzunehmen. Im April 2023 stufte Russland ihn als „ausländischen Agenten“ ein.
Im Februar 2023 wurde Grosew und seiner Familie der Zugang zur Bafta-Verleihung verwehrt. Nach Ansicht der britischen Polizei, die die Organisatoren des wichtigsten britischen Filmpreises in Sicherheitsfragen berät, stellte er ein „Risiko für die öffentliche Sicherheit“ dar. Die Polizei verwies darauf, dass „manche Journalisten während ihres Aufenthalts im Vereinigten Königreich den feindlichen Absichten ausländischer Staaten ausgesetzt sind“. Grosew wollte bei der Verleihung erscheinen, weil er in dem für einen Preis nominierten Dokumentarfilm Nawalny über den russischen Oppositionellen Alexei Nawalny mitgewirkt hatte. Die Bafta-Organisatoren bestätigten dem US-Sender CNN die Ausladung.
Grosew lebte bis 2023 20 Jahre lang in Wien, stand dort wegen seiner Enthüllungen zu Russland unter Polizeischutz. Im Februar 2023 zog er nach eigenen Angaben in die Vereinigten Staaten, nachdem die österreichischen Behörden ihm mitgeteilt hätten, sie könnten seine Sicherheit nicht mehr garantieren.

## Verfolgung
Grozew soll laut Anklage einer Londoner Gerichts in mehreren Ländern beschattet worden sein, darunter in Österreich, Montenegro und Spanien.
Der flüchtige Ex-Wirecard-Vorstand Jan Marsalek soll ein europaweites Netzwerk von russischen Agenten angeleitet haben, um Spionageaufträge für das Putin-Regime auszuführen bzw. Grozew ermorden zu lassen. Vor Gericht wurde bekannt, dass Agenten des Spionagerings im Jahr 2022 in Grozews Wohnung in Wien einbrachen. In diesem Zusammenhang wird dem österreichischen Polizisten Egisto Ott vorgeworfen, Grosews Meldeadresse abgefragt zu haben, in dessen Wohnung später eingebrochen wurde, wobei sein Laptop und ein USB-Stick gestohlen wurden. Im Februar 2023 wurden fünf Mitglieder des Spionagerings verhaftet und im November 2024 am Central Criminal Court in London vor Gericht gestellt. Nachdem zwei von ihnen die Vorwürfe gestanden hatten, wurden die restlichen drei im März 2025 für schuldig befunden. Das Strafmaß ist bisher noch nicht bekannt.

## Positionen
In Grosews Leben sei Russland eine Konstante, schrieb die NZZ im Jahr 2021, und zitierte Grosew mit: «Ich habe gesehen, wie das Land sich von einer schlecht funktionierenden, aber freien postsowjetischen Demokratie in einen Staat verwandelte, in dem das Regime Gewalt und Desinformation anwendet, um an der Macht zu bleiben.» Grosew erläuterte gegenüber der NZZ, er habe das russische Regime zuvor nicht für besonders niederträchtig gehalten; das habe sich aber geändert, als er dessen staatliches Vergiftungsprogramm entdeckte, das ihm den Schlaf geraubt habe.

## Auszeichnungen
- Europäischer Pressepreis in der Kategorie Investigativer Journalismus für das Jahr 2019[23]
- ICFJ (International Center for Journalists) Award for Excellence in Journalism[8]